# Apanteles cato
Apanteles cato är en stekelart som beskrevs av De Saeger 1944. Apanteles cato ingår i släktet Apanteles och familjen bracksteklar. Inga underarter finns listade i Catalogue of Life.